# Mittelformatkamera

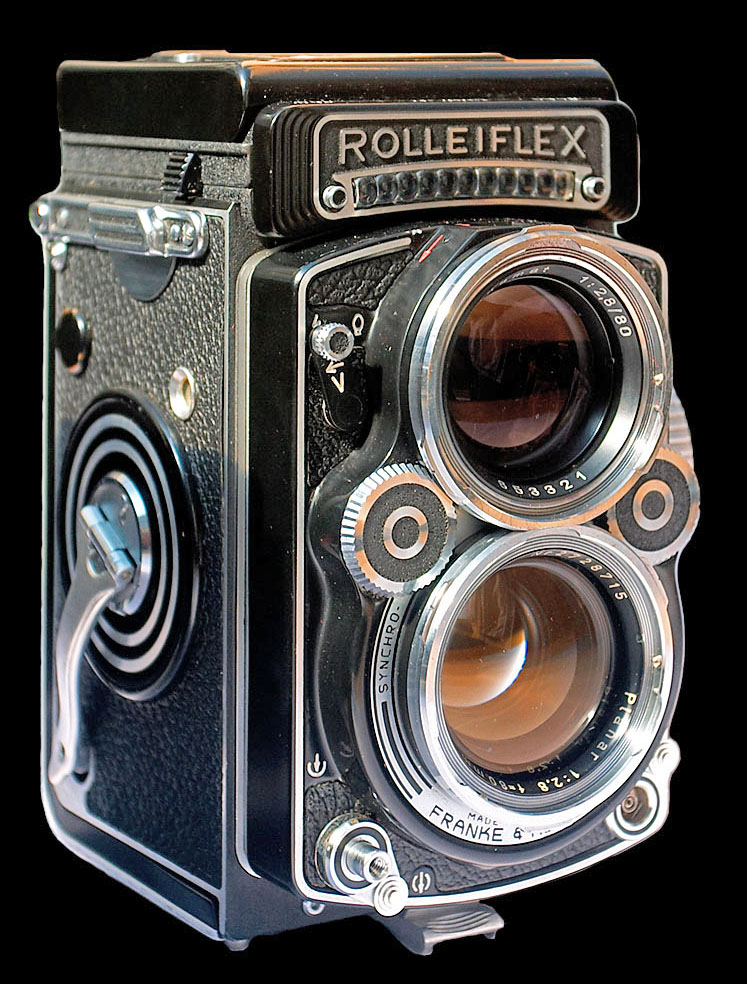
Zweiäugige Mittelformatkamera

Mittelformatkameras sind fotografische Kameras mit einem Aufnahmeformat zwischen der Kleinbildfotografie und dem Großformat. In der Analogfotografie deckt das Mittelformat Aufnahmeformate von 6 cm × 4,5 cm bis 6 cm × 9 cm ab. Digitale Mittelformate umfassen Stand Januar 2021 Bildsensoren von 43,8 × 32,9 mm  bis 53,7 × 40,4 mm Kantenlänge.

## Filme und Formate

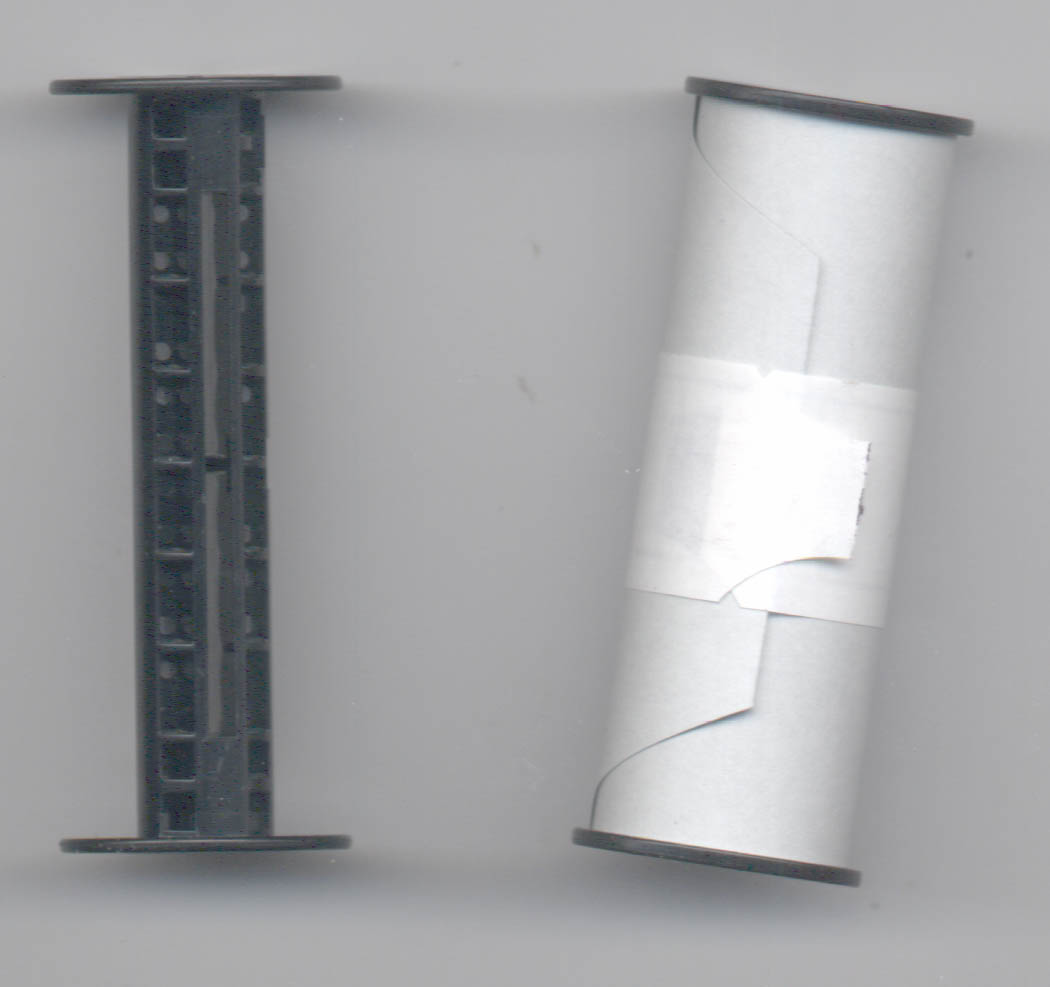
120er-Rollfilm, leere und volle Spule

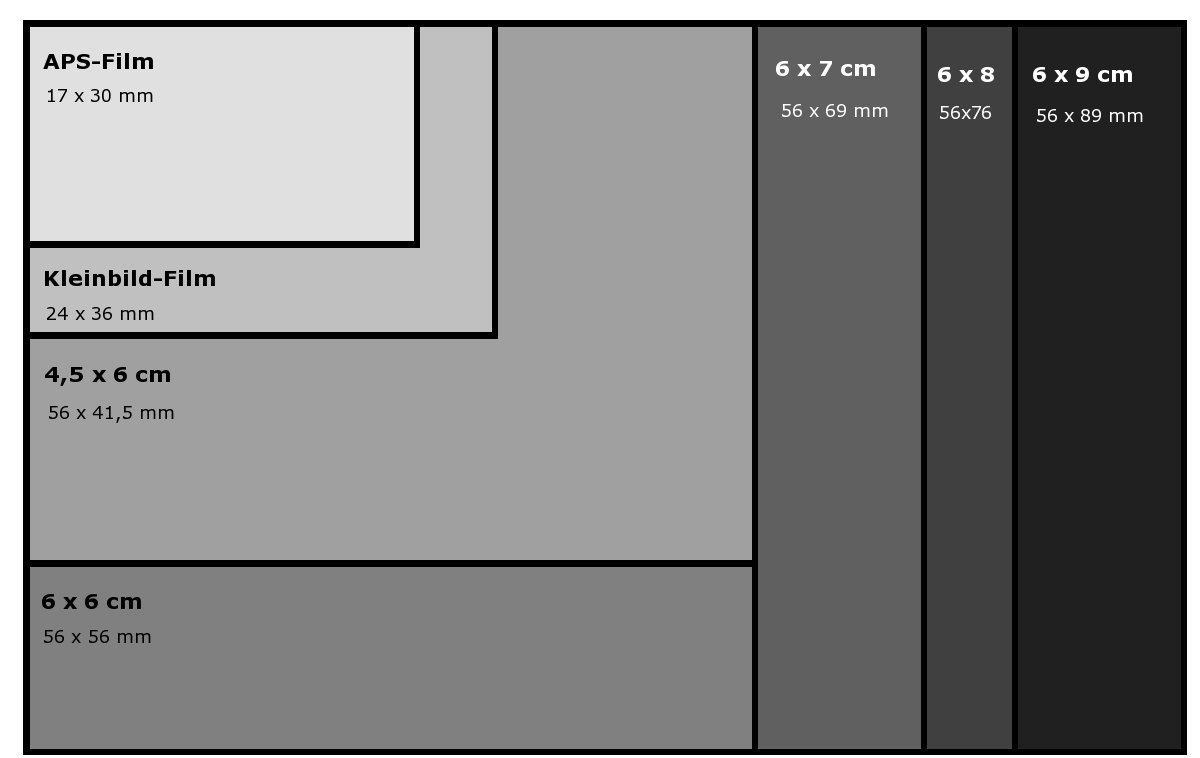
Vergleich der Aufnahmeformate des APS-, Kleinbild und Mittelformats (siehe Hauptartikel Aufnahmeformat)

Bei allen Rollfilmformaten handelt es sich um gerundete Maßangaben, die exakten Werte siehe unter Rollfilm.

### Typ 120 und 220
Der bei Mittelformatkameras am weitesten verbreitete Film ist der Rollfilm vom Typ 120, professionelle Kameras nehmen auch den doppelt so langen Typ 220 auf, so dass gewöhnlich mit Mittelformatfilm diese beiden Typen gemeint sind. Das häufigste Format ist dabei 6 cm × 6 cm (also quadratisch), weit verbreitet sind aber auch 6 cm × 7 cm (wie bei der Pentax 6×7) und 6 cm × 4,5 cm, wobei letzteres kleinere und leichtere Kamerakonstruktionen erlaubt (645-Kameras). Das Bildformat 6 cm × 8 cm wird von der Fuji GX680 und den beiden Messsucherkameras Fuji GW680III und GSW680III verwendet; für die Mamiya RB67 Pro SD gab es 6 × 8-Rückteile.
Das Format 6 cm × 9 cm kommt im professionellen Einsatz seltener vor, war aber Standard bei Box- und Faltkameras. Heute findet dieses Format vor allem Verwendung bei Rollfilmrückteilen an Fachkameras. Eine Sonderrolle nehmen Panoramakameras wie beispielsweise die Linhof Technorama ein, die je nach Modell Aufnahmen bis zum Format 6 cm × 17 cm erlaubt.

### Typ 127
Der kleinere Rollfilm des Typs 127 gehört im Falle des Format 4 cm × 6,5 cm ebenfalls zum Mittelformat, wenngleich man es bei seinem Erscheinen noch als Kleinbildformat ansah. In den meisten Fällen wurde dieser Film allerdings mit Kleinbildformaten belichtet. Kameras dafür werden seit Anfang der 1970er Jahre praktisch nicht mehr gebaut.

### Sofortbildfilm
Zum Mittelformat zählen auch die meisten Sofortbildfilme, die sowohl in Rückteilen von professionellen Kameras zur Vorabkontrolle der Beleuchtung, wie auch in speziellen Sofortbildkameras Verwendung finden.

### Digitaltechnik
Neben Kameras werden auch separate digitale Rückteile angeboten. Sie kommen dem modularen System vieler Hersteller entgegen und lassen sich zudem (mit verschiedenen Adaptern) auch an Fachkameras anschließen. Hersteller digitaler Mittelformatkameras sind Stand Januar 2021 Fujifilm, Hasselblad, Phase One, Leica und Pentax.
In digitalen Rückteilen werden überwiegend Mittelformat-Sensoren der Größen 43,8 × 32,9 mm und 53,7 × 40,4 mm gefertigt. Hasselblad und Phase One bieten Stand Januar 2021 Modelle mit 50, 100 und 150 Megapixeln an. Die Pixelgröße liegt zwischen etwa 4 und 5 μm. Hersteller der in den Rückteilen eingebauten Sensoren sind Stand Januar 2021 Sony, Dalsa und Kodak.
Die Vorteile der digitalen Fotografie liegen vor allem in der Möglichkeit der sofortigen Kontrolle des Ergebnisses und damit einem schnelleren Arbeiten, sowie geringeren laufenden Kosten, da gegebenenfalls nichts mehr entwickelt oder digitalisiert werden muss.

## Kameratypen

### Sucherkameras

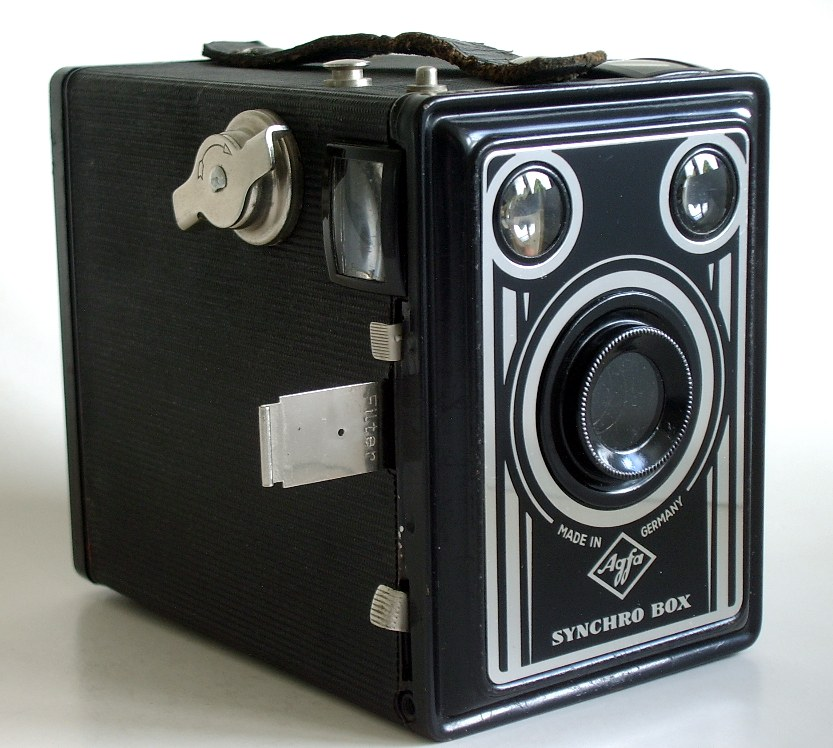
Boxkamera

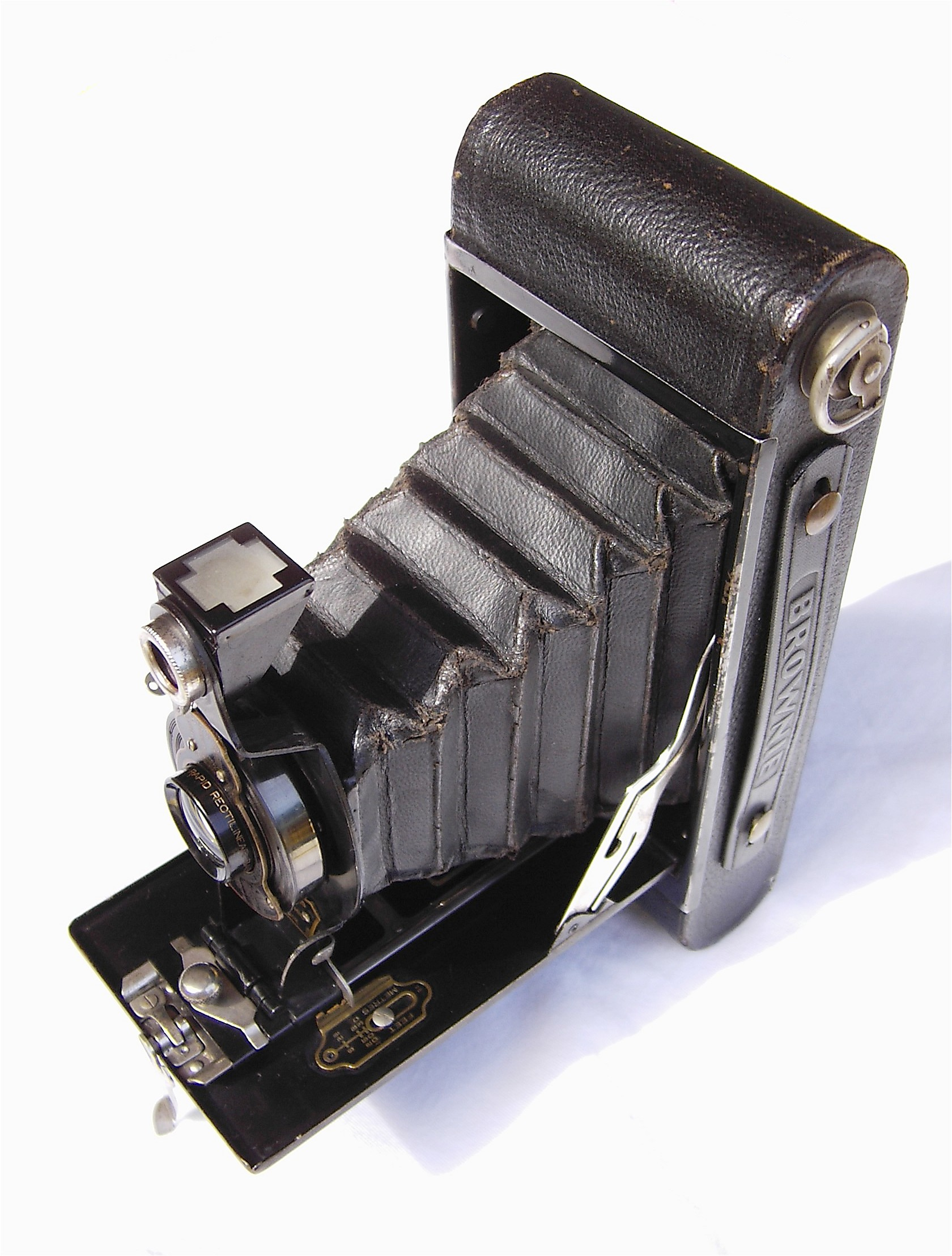
Faltbare Laufbodenkamera

Professionelle Kameras gibt es heute insbesondere im Mittelformat kaum mehr als Sucherkamera.
Bei der älteren Boxkamera handelte es sich stets um eine Sucher- und Mittelformatkamera für die verschiedenen Rollfilmformate. Diese eher einfachen Kameras wurden bis etwa 1960 in sehr großer Zahl verkauft und dann vom Kleinbildfilm nahezu vollständig abgelöst. Neben der klassischen Kastenform gab es Abarten der Box mit sehr modisch gestalteten Kunststoffgehäusen. Die Grenzen der einäugigen Boxkamera zur zweiäugigen Sucher- bzw. Reflexkamera sind hierbei fließend.
Eine meist einfach gehaltene Kamera mit regulärer Gehäuseform war bei vielen Produzenten die letzte Bauform der Box.
Für den professionellen wie für den Amateurbereich gab es zahlreiche Balgenkameras mit Objektiven und Verschlüssen unterschiedlichster Qualitätsstufen. Mit verschiedenen Rückenteilen, Wechselobjektiven, Blitzen und anderen Systembestandteilen stellten die Pressekameras hierbei sicherlich früh eine obere Grenze dar. Auch die ersten Sofortbildkameras waren als Balgenkameras ausgelegt, was sich positiv auf Größe und Gewicht auswirkte. Ein aktueller Vertreter der Mittelformat-Messsucherkamera  ist die von Fuji gefertigte GF670 (6 × 6 / 6 × 7), die außerhalb Japans als  Voigtländer Bessa III vertrieben wird.

### Einäugige Spiegelreflexkameras

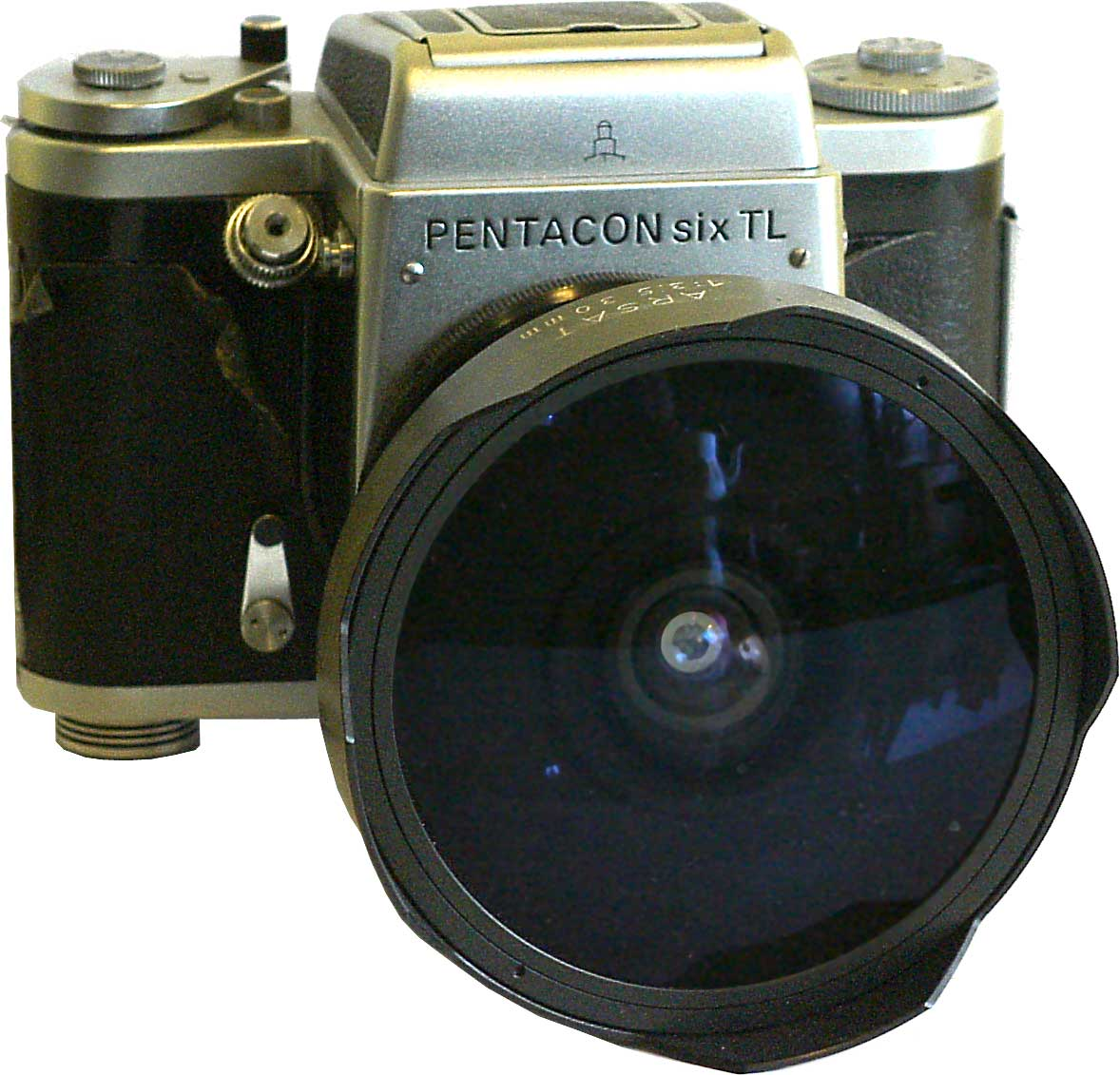
Einäugige Spiegelreflexkamera mit Fischauge-Objektiv und Lichtschachtsucher

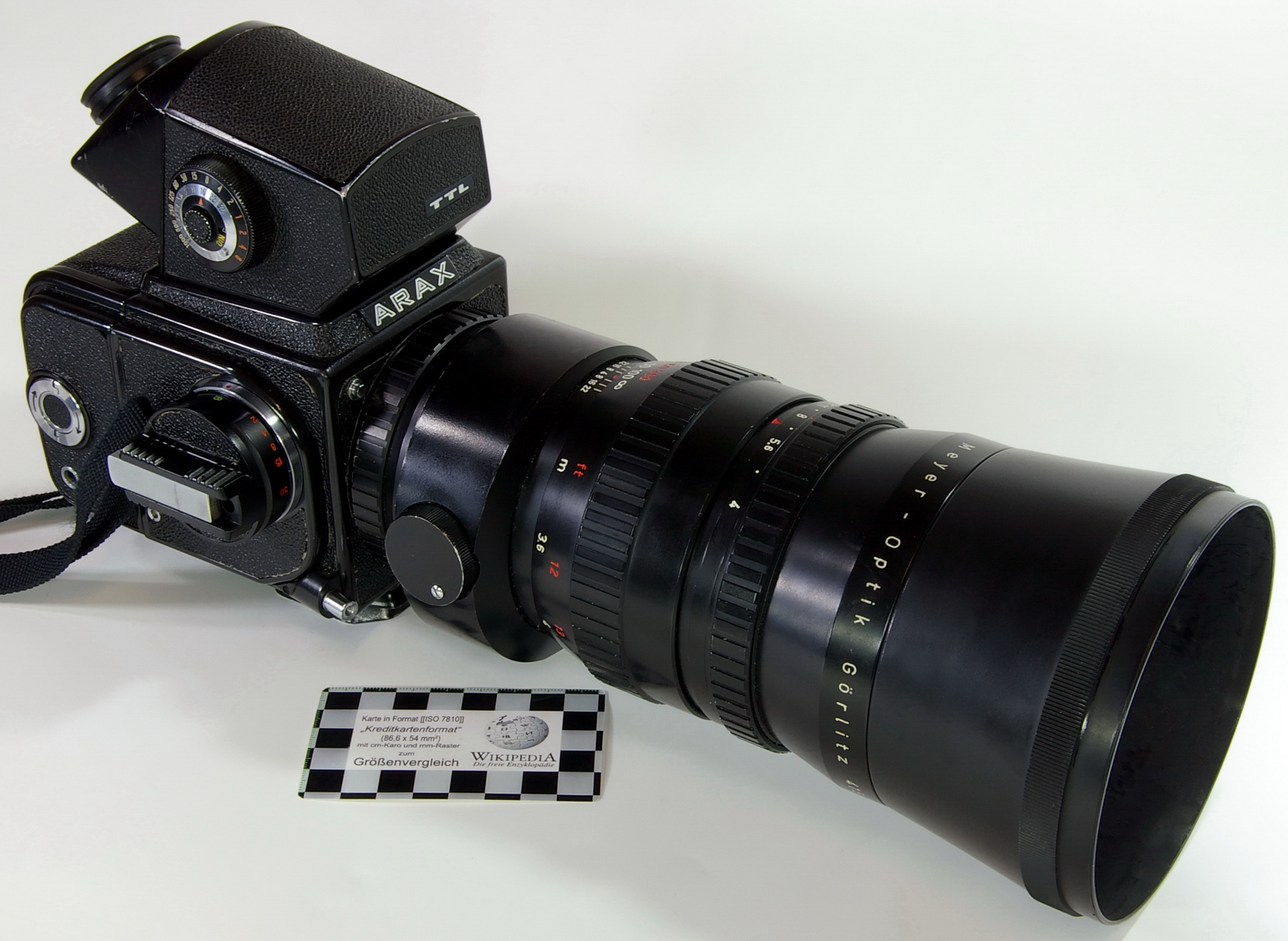
Mittelformat-Spiegelreflexkamera mit 300-mm-Objektiv

Unter den professionellen Kameras sind die einäugigen Spiegelreflexkameras bei weitem am häufigsten, die zumeist aus einem Spiegelkasten, einem abnehmbaren Filmmagazin und dem Objektiv bestehen. Im Jahr 1948 wurde von Hasselblad die erste 6 × 6-Mittelformatkamera im modularen Design vorgestellt (Hasselblad 1600F). Diese Kamera erlaubte den Austausch von Objektiven, Suchern und Filmmagazinen. Auch die von der Kleinbildkamera bekannte Form mit fest eingebautem Pentaprismensucher gibt es im Mittelformat. Bei den Sofortbildkameras hatte die faltbare Polaroid-Spiegelreflexkamera eine große Bedeutung.
Der Grad der Automatisierung ist vielfach geringer, als man dies von gängigen Kleinbildkameras gewohnt ist. Zwar gibt es einige wenige Modelle wie die Rolleiflex 6008AF mit Autofokus, in der Regel muss jedoch manuell fokussiert werden. Auch der Filmtransport erfolgt häufig manuell. Dies wird allerdings auch weniger störend empfunden, da der Hauptanwendungsbereich jenseits der Action-Fotografie liegt. Die Wechselmagazine ermöglichen ein rasches Austauschen des Filmtyps (Farb-/Schwarzweißfilm, Farbumkehr-/Farbnegativfilm usw.). Zusätzlich gibt es 50er Magazine, die mit perforiertem 70-mm-Film geladen werden. Die Wechselobjektive sind für viele Mittelformatkamera-Modellreihen im Bereich von etwa 35 mm bis 1000 mm verfügbar. Daneben wird – wie auch bei der Kleinbildfotografie – umfangreiches Systemzubehör angeboten: auswechselbare Einstellscheiben, Motorantriebe, Balgeneinstellgeräte, Zwischenringe, IR-, Fern- und Funkauslöser sowie systemkonforme Blitzgeräte.

### Zweiäugige Spiegelreflexkameras

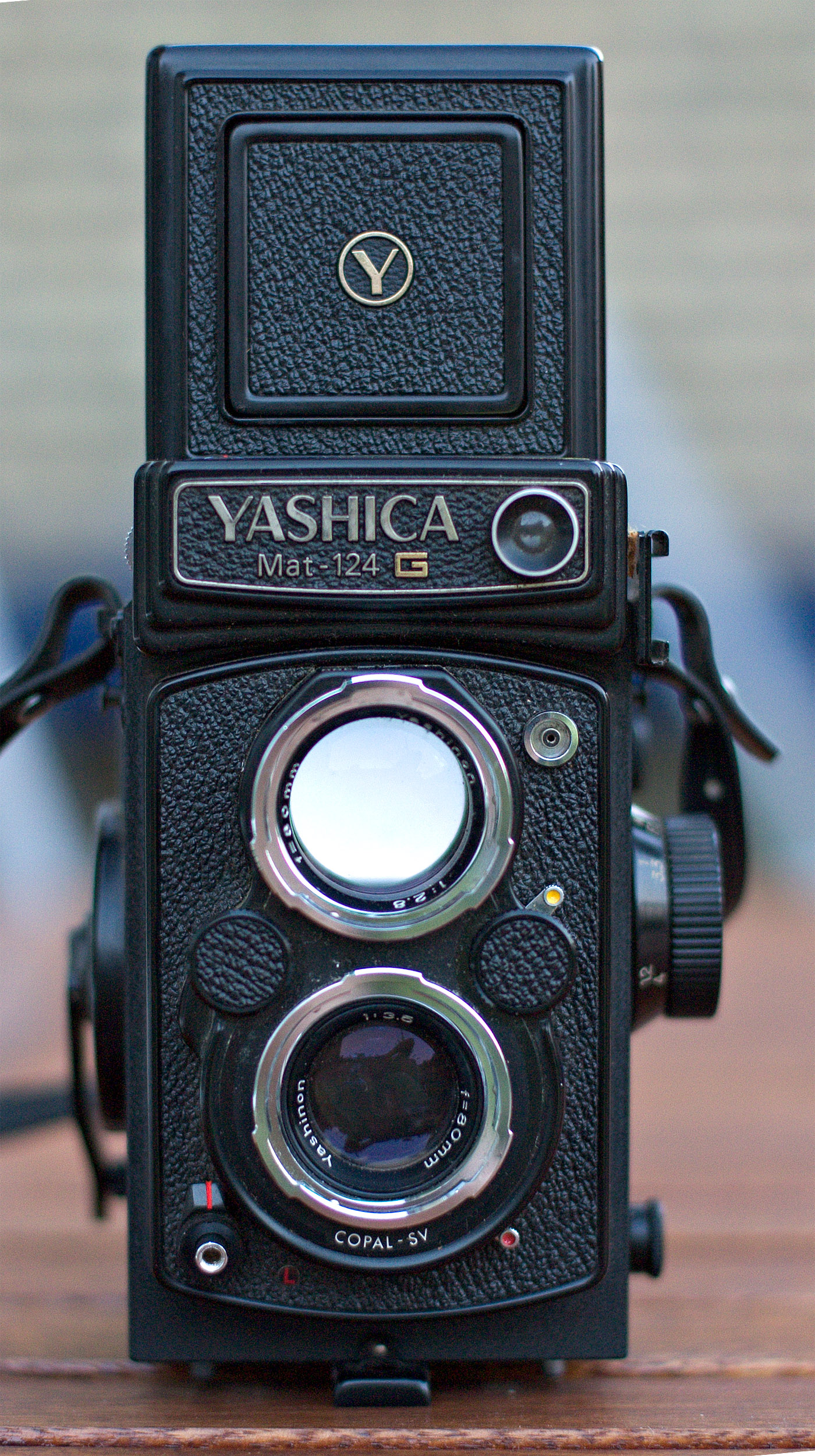
Zweiäugige Spiegelreflexkamera

Eine inzwischen geringe Bedeutung hat die zweiäugige Spiegelreflexkamera (engl.: „Twin Lens Reflex“, TLR), es war aber einmal die typische Bauform für eine Mittelformat-Spiegelreflexkamera. Urahn ist das Modell „Rolleiflex“ des Herstellers Rollei von 1929. Von ihr gab und gibt es zahlreiche Nachbauten. Bei den zweiäugigen Kameras ist das Objektiv zumeist fest eingebaut. DHW Fototechnik in Braunschweig, das Nachfolgeunternehmen von Franke & Heidecke, fertigte bis 2015 die legendären zweiäugigen 6×6 in drei Versionen. Auf der photokina 2012 wurde eine Neuauflage der zweiäugigen 6×6-Mittelformatkamera als Rolleiflex FX-N vorgestellt.

### Spezialkameras
An Spezialkameras sind vor allem Panoramakameras zu nennen, beispielsweise die Noblex, oder die Seitz Roundshot. Ebenso gibt es Fachkameras im Mittelformat (z. B. von Linhof, Arca-Swiss, Rollei, Fuji), die Wechselmagazine mit den Bildgrößen 4,5 cm × 6 cm bis 6 cm × 9 cm verwenden.

## Eigenschaften

### Größe und Gewicht
Mittelformat- unterscheiden sich von Kleinbildkameras zumeist erheblich im Gewicht: Lässt sich mit fünf bis sechs Kilogramm bereits ein Kleinbildsystem für eine ausgesprochen universelle Anwendung zusammenstellen, sind im Falle einer  6 cm × 6 cm-Kamera bereits zehn bis zwölf Kilogramm einzuplanen. Dadurch sind Mittelformatfotografen viel eher auf ein Fahrzeug zum Transport angewiesen. Auch im Falle einer Kamera mit fest eingebauten Normalobjektiv besteht ein solcher Unterschied. Die Boxkameras waren dank simpler Blechkonstruktion zwar nicht schwer, aber recht groß, was ihre Ablösung beschleunigte.

### Kosten

Komponenten einer Systemkamera im Mittelformat

Professionelle Mittelformatkameras sind naturgemäß erheblich teurer als vergleichbare Kleinbildkameras. Dies liegt zum einen an den kleinen Stückzahlen, vor allem aber am technischen Aufwand. Insbesondere die Objektive müssen aufwändiger gehalten werden, damit sie den größeren Bildkreis auch mit guter Qualität ausleuchten. Ein gewöhnlicher Rollfilm kostet so viel wie ein Kleinbildfilm, erlaubt aber weniger Aufnahmen. Im Falle der Diaprojektion lassen sich teure Glasrähmchen nicht umgehen, da andernfalls keine akzeptable Planlage möglich ist. Digitalrückteile für Mittelformatkameras sind schließlich so teuer, dass nur in seltenen Fällen eine Anschaffung durch Amateure möglich ist. Die Digitalisierung der Fotografie verweist damit die Mittelformate in den Bereich der Berufsfotografie, wo sie jedoch auch durch immer höher auflösende Kleinbildkameras ersetzt werden.

### Schärfentiefe
Da die Objektive von Mittelformatkameras eine längere Brennweite als jene der Kleinbildkameras besitzen (ein Normalobjektiv für 6 cm × 6 cm hat beispielsweise 85 mm), bieten sie eine geringere Schärfentiefe. Dies hat den großen Vorteil, dass sich Objekte sehr leicht freistellen, also durch einen unscharfen Hintergrund von diesem abheben lassen. Ist aber ein größerer Schärfenbereich erforderlich, sind große Blendenwerte (also eine kleine Blendenöffnung) und infolgedessen lange Belichtungszeiten erforderlich.

### Sucher

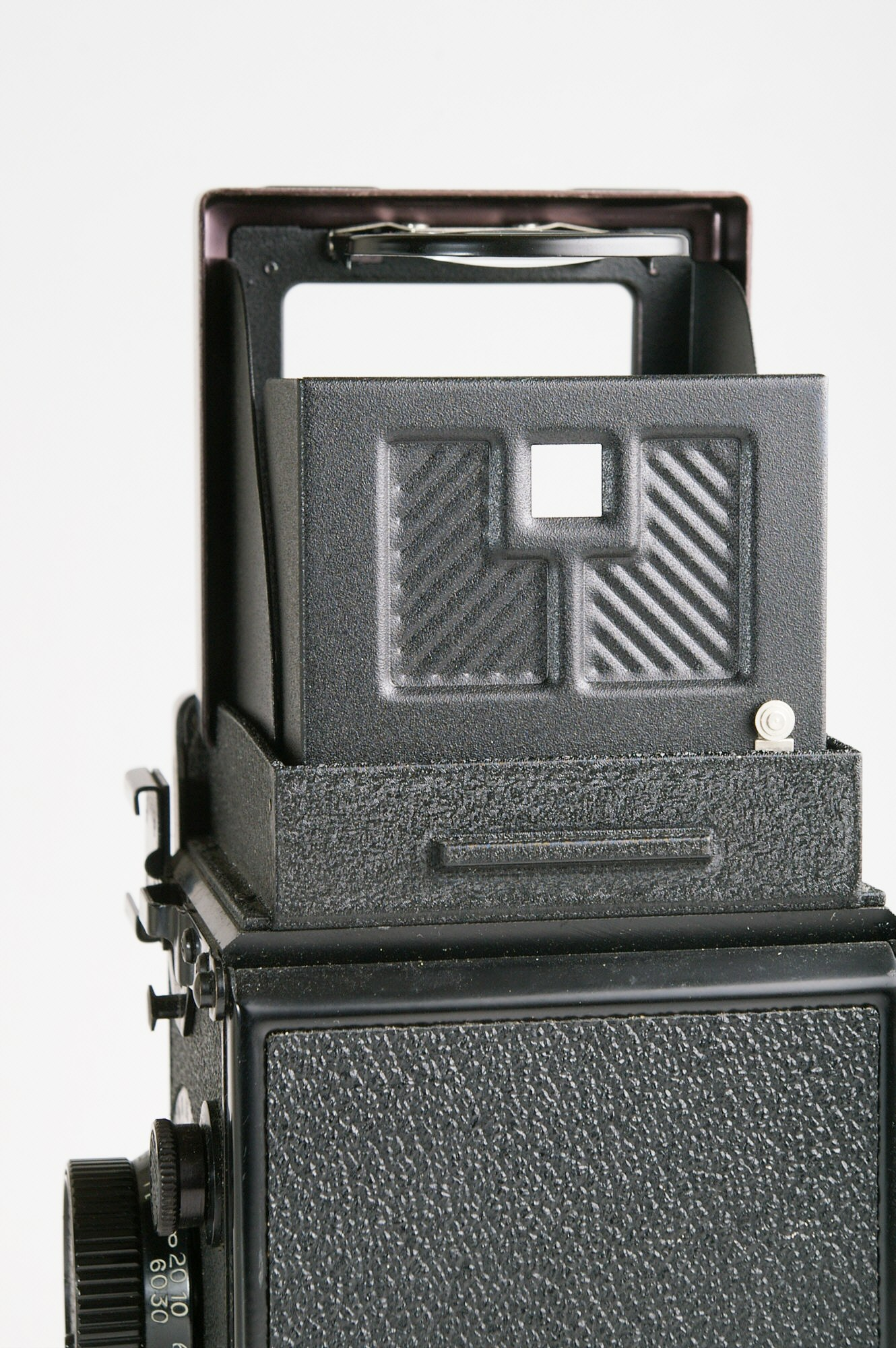
Ein sogenannter Sportsucher

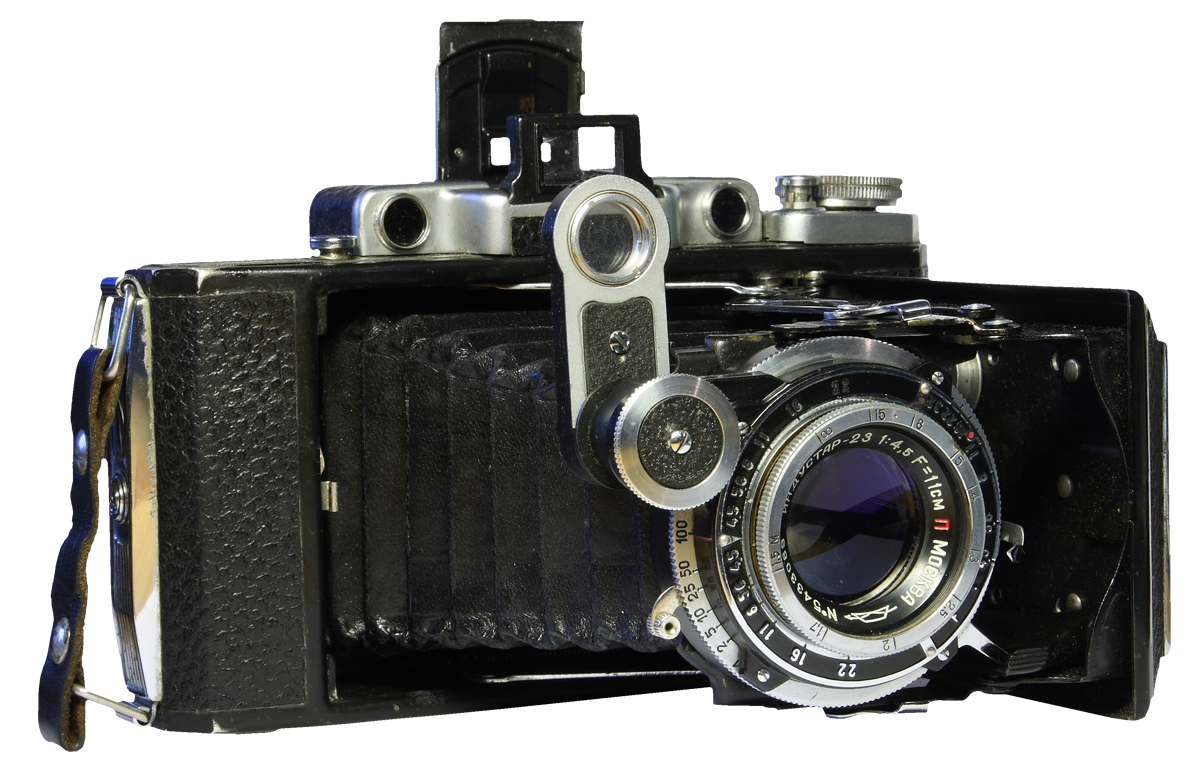
Faltkamera mit Sucher und gekuppeltem Entfernungsmesser

Die Spiegelreflex-Kameras werden meist mit einem Lichtschachtsucher betrieben, auch wenn er sich bei manchen Modellen gegen einen Prismensucher austauschen lässt. Aufgrund des großen Bildformats lässt sich das Bild damit ausgezeichnet beurteilen, hierin liegt beim Fotografieren ein wesentlicher Unterschied zum Kleinbild. Der Lichtschachtsucher weist in der Regel ein Gitterraster auf. Er zeigt das Bild seitenverkehrt, was gewöhnungsbedürftig ist, nach Meinung vieler Profis allerdings aus hirnphysiologischen und wahrnehmungspsychologischen Gründen eine bessere Beurteilung – und somit auch Komposition – des Motivs erlaubt.
Auch mit einem Prismensucher ist das Bild einer Mittelformatkamera sehr groß und dadurch gut zu betrachten.
Daneben gibt es, je nach Kamerakonstruktion und Entstehungszeit, die damals wie heute üblichen Sucherkonstruktionen unterschiedlicher Güte und Ausführung. Die Bandbreite reicht vom einfachen Rahmensucher aus Draht, Blech oder Plastik über den Brillantsucher der Box bis hin zum optischen Aufstecksucher einer Spezialkamera.

### Bildqualität

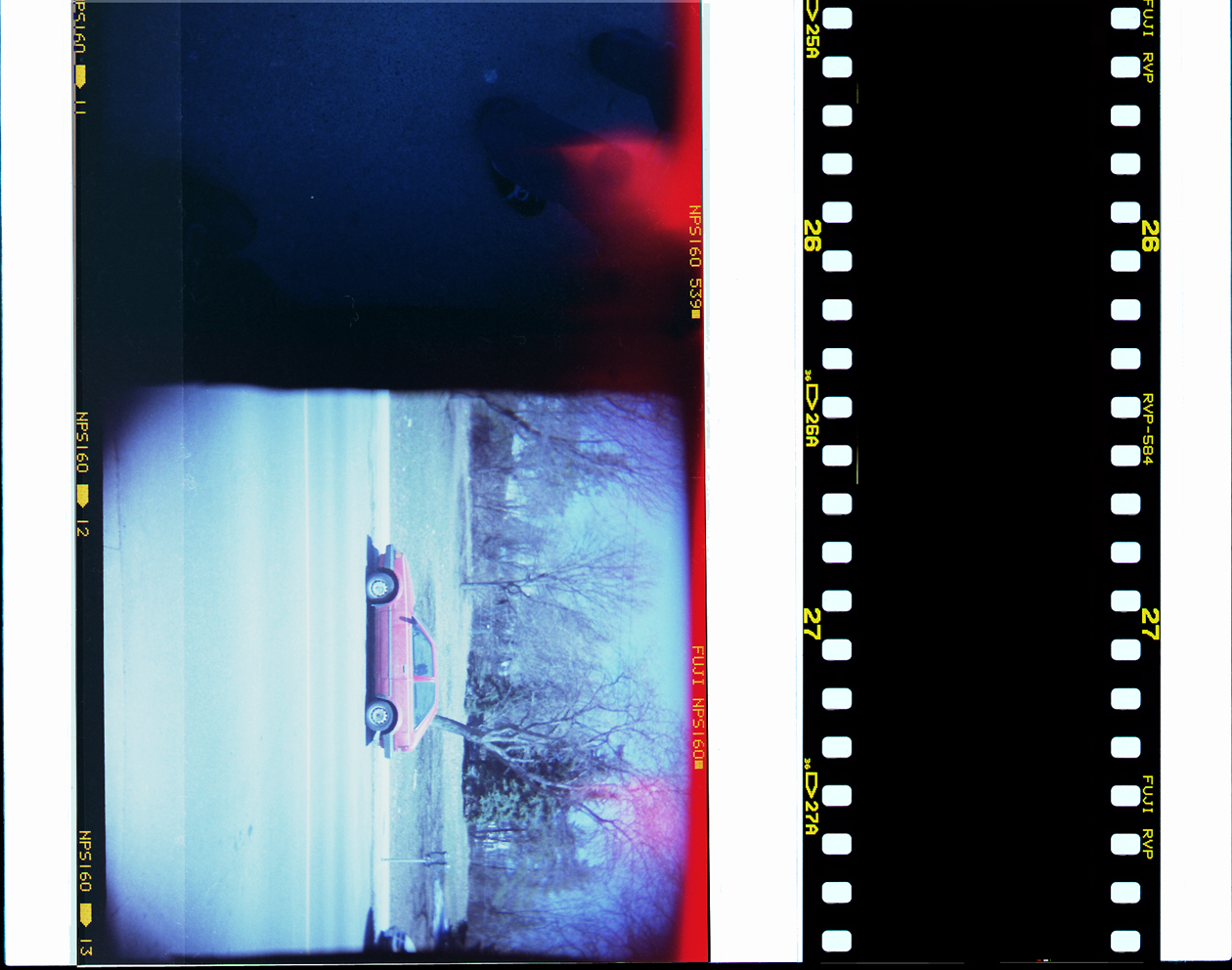
Größenvergleich: Rollfilm 120 links, Kleinbildfilm 135 rechts. Im Gegensatz zum Kleinbildfilm ist Rollfilm unperforiert.

Zwar können Mittelformatobjektive nicht die gleiche Auflösung wie Kleinbildobjektive bieten, also genauso viel Linien pro Millimeter abbilden, weswegen das rund viermal größere 6 cm × 6 cm-Format nicht auch eine viermal höhere Auflösung bietet; eine erhebliche Qualitätssteigerung ist aber trotzdem möglich. Dies erfordert jedoch einigen Aufwand. Das heißt: Mit einer Mittelformatkamera gelangt man nicht automatisch zu einer besseren Qualität. So lässt sich der Stativeinsatz in den meisten Fällen nicht umgehen. Zum einen führt das zugunsten der Schärfentiefe häufig erforderliche Abblenden zu Belichtungszeiten, die sich freihändig nicht mehr bewältigen lassen, allerdings kann die geringe Schärfentiefe auch kreativ (z. B. bei Porträts, Stichwort Bokeh) eingesetzt werden. Zum anderen führt der große Spiegel der einäugigen Spiegelreflexkameras bisweilen zu Vibrationen, die z. B. eine 1⁄30 s aus der Hand nahezu unmöglich machen (allerdings abhängig vom Kameramodell und der Auslösetechnik). Hier liegt der entscheidende Vorteil zweiäugiger Kameras – der Auslösevorgang ist kaum spürbar, da keine Spiegelbewegung passiert, sondern nur der Verschluss ausgelöst wird. Da die Objektive zumeist weniger lichtstark als im Kleinbild-Bereich sind, liegt es nahe, dies mit einem hochempfindlichen Film auszugleichen (auch wieder abhängig vom System übliche Blendenöffnung f2.8-f4, auch f2 möglich, jedoch preislich höher angesiedelt). Durch die gröbere Körnung lichtempfindlicher Filme wird der Faktor, um den vergrößert werden kann, ohne dass die Körnung dem Betrachter auffällt, verringert. Oftmals kann Filmkorn jedoch auch als kreatives Bildmittel eingesetzt werden.
Bildredaktionen nahmen Mittelformat-Diapositive lange Zeit bevorzugt an, was nicht nur an der Qualität lag, sondern vielmehr am komfortablen Betrachten der Bilder auf dem Leuchttisch. Zudem konnte wegen der geringeren erforderlichen Vergrößerung bei der Reproduktion nachlässiger gearbeitet werden.

### Einsatzgebiete

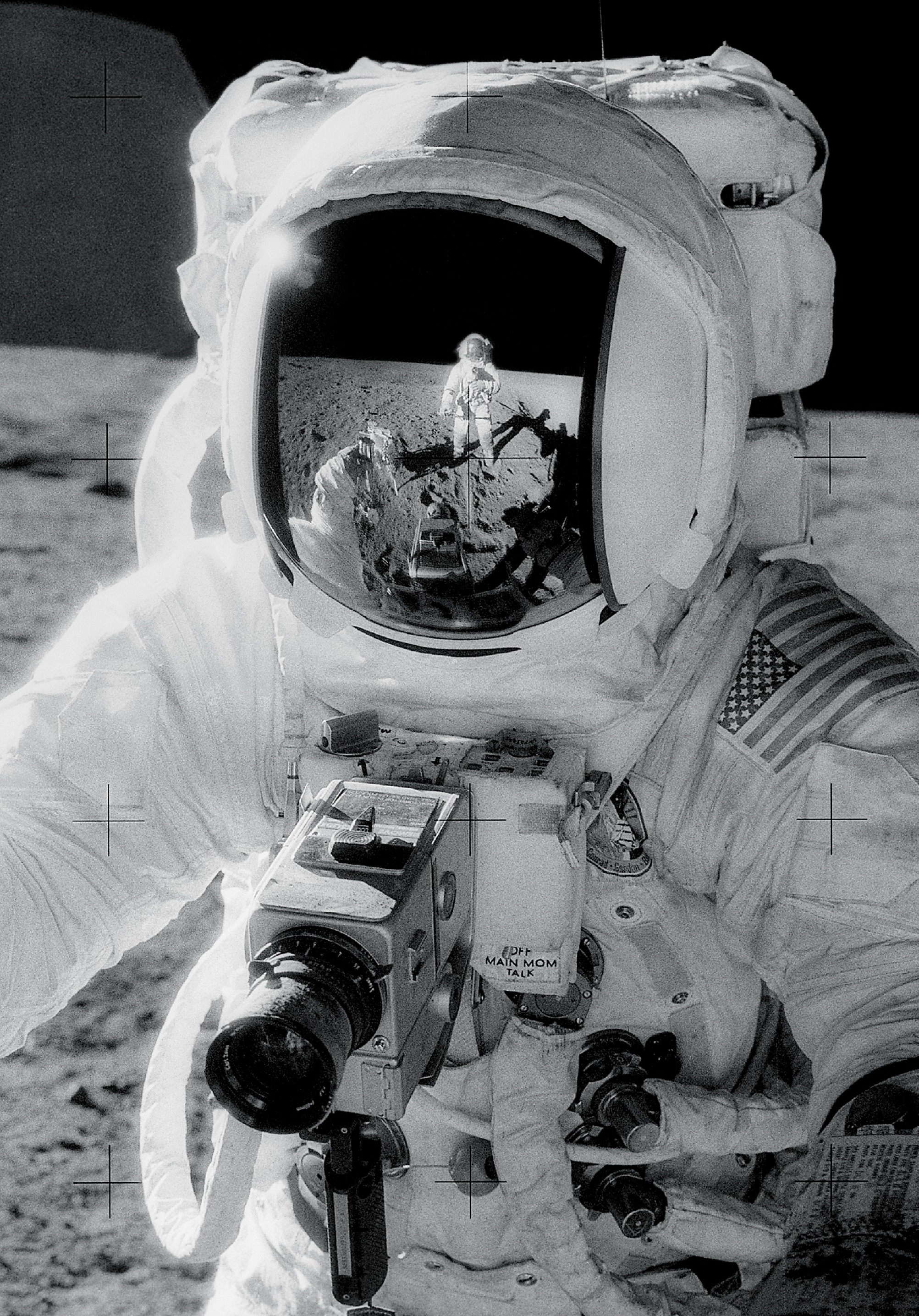
Die US-Astronauten, hier Alan Bean (Apollo 12) im November 1969, verwendeten auf den Apollo-Mondmissionen Hasselblad-Mittelformatkameras mit motorischem Filmtransport. Die Kameras wurden aus Gewichtsgründen nach Herausnehmen der Filme auf dem Mond zurückgelassen.

Mittelformat-Kameras werden überwiegend von Profi-Fotografen eingesetzt, für kommerzielle Produktionen und in der Werbefotografie ist es nach wie vor das beliebteste Format. Hier spielt die Geschwindigkeit oder der Motivabstand eine eher untergeordnete Rolle. Das größere und hellere Sucherbild bietet dafür Vorteile bei der Bildkomposition und das Modul-System vieler Hersteller erlaubt einen flexiblen Einsatz. Auch im Kunstgewerbe („Fine-Art“) und bei engagierten Amateuren sind Mittelformatkameras aufgrund gefallener Gebrauchtpreise populär.
Mittelformatkameras lassen sich durch ihre größere Bauform nicht ganz so spontan einsetzen wie ihre Kleinbild-Pendants. Im Bereich der Action-, Sport- oder Tierfotografie werden sie deshalb seltener eingesetzt, denn bei weit entfernten Motiven stoßen sie schnell an systembedingte Grenzen. Mittelformat-Teleobjektive sind schwer und teuer, extreme Brennweiten stehen überhaupt nicht zur Verfügung. Bei den meisten Herstellern endet das Programm bei 300-mm-Teleobjektiven, was bei 6 cm × 6 cm ca. einer fünffachen Vergrößerung entspricht.